# JoBeth Williams
Margaret Jobeth Williams (Houston, 6 de diciembre de 1948), más conocida como JoBeth Williams, es una actriz estadounidense. Es recordada por su papel de Diane Freeling en las películas Poltergeist 1 y 2, y por haber dirigido el corto On Hope, por el cual recibió una nominación al Óscar en 1994.

## Biografía
Fue criada en un hogar donde lo primordial era la música; su padre era cantante de ópera, por ese motivo empezó a tener interés por la música mientras estudiaba en la secundaria.
Hizo su estreno en obras de teatro a la edad de dieciocho años, y luego estudió Psicología Infantil en la Universidad de Brown en Providence (Rhode Island). Tiempo después comprendió que la actuación era su verdadera vocación por lo que abandonó Brown y empezó a esforzarse por dejar su acento texano. Empezó a estudiar actuación en la compañía Trinity Repertory en la cual permaneció por dos años y medio.
Sus primeros años en la actuación fueron en televisión en la serie Somerset, aunque también dio grandes pasos en el mundo del cine, pues a finales de la década de 1970 participó en la aclamada cinta Kramer contra Kramer. No fue hasta la década de 1980 cuando tuvo su primer protagónico en la cinta de horror y ciencia ficción producida por Steven Spielberg Poltergeist de Tobe Hooper, posteriormente protagonizó Reencuentro y Profesores de hoy. Sin embargo, a pesar de que alcanzó el éxito gracias a esas cintas, este empezó a decaer cuando participó en Poltergeist 2 y American Dreamer (tráiler en inglés), por lo que decidió tratar de recuperar su éxito, pero en la pequeña pantalla.
Durante la década de 1990, participó en muchas películas para televisión entre las que destacan Baby M, Adam, El día después, Murder Ordaines y Rompiendo el silencio (1996).
Recientemente ha participado en series como NCIS, 24 y Las Vegas.

## Filmografía

### Cine y televisión
2015
- The Last Film Festival, alcaldesa
- The List, Sra. Stern
- Your Family or Mine, Ricky (serie de televisión)
- Marry Me, Myrna (serie de televisión)
- Doctora en Alabama, Candice Hart (serie de televisión)
- Perception, Margaret Pierce (serie de televisión)

2014
- Extant, Leigh Kern (serie de televisión)
- En mis sueños, Charlotte (telefilme)

2013
- Infieles, Janet (serie de televisión)

2012
- Scandal, Sandra Harding (serie de televisión)

2011
- Love's Christmas Journey, Sra. Beatrice Thompson (telefilme)
- Against the Wall, (teleserie)
- El gran año, Edith Preissler
- Law & Order: Los Angeles, Sra. Walker (serie de televisión)
- Navy: investigación criminal, Leona Phelps (serie de televisión)
- Private Practice, Bizzy Montgomery (serie de televisión)

2009
- TiMER, Marion Depaul
- Uncorked, Sophia Browning (telefilme)

2008
- Life in General, Mary Kate Walton (teleserie)
- Chabad: To Life Telethon, ella misma (telefilme)
- Today, Ella misma (programa de tv.)

2007
- Entre mujeres, Agnes Webb
- Dexter, Gail Brandon (teleserie)
- The Nine, Sheryl Kates (teleserie)
- Sybil, Hattie Dorsett (telefilme)
- Entertainment Tonight, ella misma (programa de tv.)
- TV Land Confidential, ella misma (programa de televisión)

2006
- Stroller Wars, Roberta (telefilme)
- Twenty Good Years, Kate (serie de televisión)
- Mentes criminales, profesora Ursula Kent (serie de televisión)
- Numb3rs, Margaret Eppes (serie de televisión)
- 24, Miriam Henderson (serie de televisión)
- Call It Fiction, Cassie
- Worst Week of My Life, Libby (serie de televisión)
- 20 Most Horrifying Hollywood Murders, ella misma (documental)
- My First Time, ella misma (serie de televisión)

2005
- En el fuego, June Sickles (telefilme)
- Las Vegas, Liz (serie de televisión)
- Crazy Love, Sra. Mayer
- Amor en juego, Maureen Meeks
- 14 horas, Jeanette Makins (telefilme)

2004
- Mujeres de blanco, Margie (serie de televisión)
- The 100 Most Memorable TV Moments, ella misma (documental)
- E! True Hollywood Story, ella misma (programa de tv.)
- 101 Reasons the 90's Ruled, ella misma (programa de  tv.)

2003
- Skin, Dra. Sara Rose (serie de televisión)
- Judging_Amy, Gemma Lawnsdale (serie de televisión)
- Miss Match, Lianne Fox (serie de televisión)

2002
- The Rose Technique, Dra. Lillian Rose
- Homeward Bound, Elaine Ashton (telefilme)
- La Ley y el Orden: Unidad de víctimas especiales, Sra. Rawley (serie de televisión)
- Repossessed, Tina Martin (cortometraje)
- I Love the '80s,  ella misma (programa de televisión)
- Buscando a Debra Winger, ella misma (documental)

2001
- The Guardian, Sarah (serie de televisión)
- The Ponder Heart, Edna Earle Ponder (telefilme)

2000
- La caída, Sophie Hanson (telefilme)
- The Norm Show, Claire Stackhouse (serie de televisión)

1999
- El regreso de Jackie, Jo Face (telefilme)
- It Came from the Sky, Alice Bridges (telefilme)
- Justice, Jane Newhart (telefilme)
- Payne, Constance «Connie» Payne (serie de televisión)

1998
- A Chance of Snow, Maddie Parker (telefilme)
- From the Earth to the Moon, Marge Slayton (serie de televisión)
- Kate Chopin: A Re,Awakening, voz (documental)

1997
- Loco por Amanda, Sidney Stone
- De jungla a jungla, Dra. Patricia Cromwell
- Cambio de parejas, Anne
- When Danger Follows You Home, Anne Werden

1996
- Después del silencio, Pam Willis (telefilme)
- Ruby Jean y Joe, Rose (telefilme)
- El cliente, Reggie Love (serie de televisión)

1995
- La estación de la esperanza, Elizabeth Hackett (telefilme)

1994
- Wyatt Earp, Bessie Earp
- Frasier, Madeline Marshall/Danielle (serie de televisión)
- Mighty Max, Countess (teleserie)
- Muertes Paralelas, Nancy Parkhurst (telefilme)
- Vidas paralelas, Winnie Winslow (telefilme)

1993
- Apelación final, Christine Biondi (telefilme)
- Chantilly Lace, Natalie (telefilme)
- Sex, Love and Cold Hard Cash, Sarah Gallagher (telefilme)
- Jonny's Golden Quest, Jade Kenyon (voz, telefilme)

1992
- ¡Para o mi mamá dispara!, Gwen Harper
- Jonathan: The Boy Nobody Wanted, Ginny Moore (telefilme)
- Me Myself and I, Diane
- Pez Policia, Angel (voz, serie de televisión)
- One on One with John Tesh, ella misma (serie de televisión)

1991
- Una rubia muy dudosa, Margo Brofman
- Dutch, Natalie Standish
- La leyenda del Príncipe Valiente, reina Ilene (voz, serie de televisión)
- Victima del amor, Tess Palmer (telefilme)
- The Tonight Show Starring Johnny Carson, ella misma (programa de tv.)

1990
- Child in the Night, Dra. Hollis (telefilme)
- Timeless Tales from Hallmark, Bettina (voz, serie de televisión)

1989
- Mi nombre es Bill W., Lois Wilson (telefilme)
- Welcome Home, Sarah
- The Pat Sajak Show, ella misma (programa de televisión)

1988
- Memories of Me , Lisa
- Baby M , Marybeth Whitehead (telefilme)

1987
- Murder Ordained, Lorna Anderson (telefilme)

1986
- Poltergeist II: El otro Lado, Diane Freeling
- Adam: His Song Continues, Reve Walsh (telefilme)
- Desert Bloom, Lily Chismore
- The Tonight Show Starring Johnny Carson, ella misma (programa de televisión)

1984
- Profesores de hoy, Lisa Hammond
- Kids Don't Tell, Claudia Ryan (telefilme)
- American Dreamer, Cathy Palmer/Rebecca Ryan (tráiler en inglés)
- Late Night with David Letterman, ella misma (programa de televisión)

1983
- Reencuentro, Karen Bowens
- El día después, Nancy Bauer (telefilme)
- Adam, Reve Walsh (telefilme)

1982
- Poltergeist, Diane Freeling
- Especies asesinas, Harriet Purdue
- The Making of Poltergeist, ella misma (documental)

1981
- The Guiding Light, Brandy Schlooe (Tv serie)
- The Big Black Pill, Tiffany Farrenpour (telefilme)

1980
- Los perros de la guerra, Jessie
- Stir Crazy, Meredith
- The White Shadow, Paula Harris (serie de televisión)
- Fun and Games, Laura Weston (telefilme)

1979
- Kramer contra Kramer, Phyllis Bernard

1978
- The World Beyond, Marian Faber (telefilme)

1976
- Somerset, Carrie Wheeler (serie de televisión)

1974
- Great Performances, Constance Wilde (serie de televisión)
- Jabberwocky, JoBeth (serie de televisión)

## Datos curiosos
- Graduada de la Universidad de Brown.
- Jobeth Williams obtuvo una nominación al Óscar por su debut como directora con el cortometraje On Hope (1994) para Showtime.
- Madre, con John Pasquin, de dos hijos: Nick Pasquin y Will Pasquin.
- Fue incluida en el Salón de la Fama de Cine de Texas el 10 de marzo de 2006 en Austin, Texas.
- Coprotagonizó junto con Craig T. Nelson en 3 películas: Poltergeist (1982), Poltergeist II: El Otro Lado (1986) y Locos de remate (1980).

## Premios y distinciones
Premios Óscar
| Año  | Categoría          | Película | Resultado |
| ---- | ------------------ | -------- | --------- |
| 1995 | Mejor cortometraje | On Hope  | Nominada  |